# Try ’n’ B
Try ’n’ B war eine 1992 durch Frank Farian gegründete Popgruppe, die aus den Sängern Ray Horton und Kevin Weatherspoon sowie den Sängerinnen Gina Mohammed und Tracy Ganser bestand.

## Werdegang
Keines der genannten Gruppenmitglieder sang auf dem ersten Milli-Vanilli-Album, aber Gina Mohammed und Ray Horton waren Teil von The Real Milli Vanilli und hatten Vocalparts auf dem zweiten Album The Moment of Truth.
Das Album der Gruppe erschien international unter dem Titel Sexy Eyes. Mit dem Titelsong, einer Dr.-Hook-Coverversion, hatte die Gruppe einen Charterfolg. Weitere Single-Auskopplungen waren Tell Me Where It Hurts und Ding Dong.
Farian hatte sich dagegen entschieden, das zweite Milli-Vanilli-Album nach dem Riesenskandal auch in den USA ebenso unter dem Bandnamen The Real Milli Vanilli zu veröffentlichen. Er formierte stattdessen 'Try ’n’ B', um die Titel des bereits fertigen Albums auch in den USA veröffentlichen zu können. So enthielt die US-Version sieben, die internationale Version nur drei leicht veränderte Einspielungen.
Es blieb bei einem Album dieses Projekts. Gina Mohammed sang in der Folgezeit auf einem Album des Dance-Projekts Loft und später auf ihrer Solo-Single Love Is All I See. Ray Horton veröffentlichte 1999 sein Soloalbum First Time.